# Kallus (konchiologia)

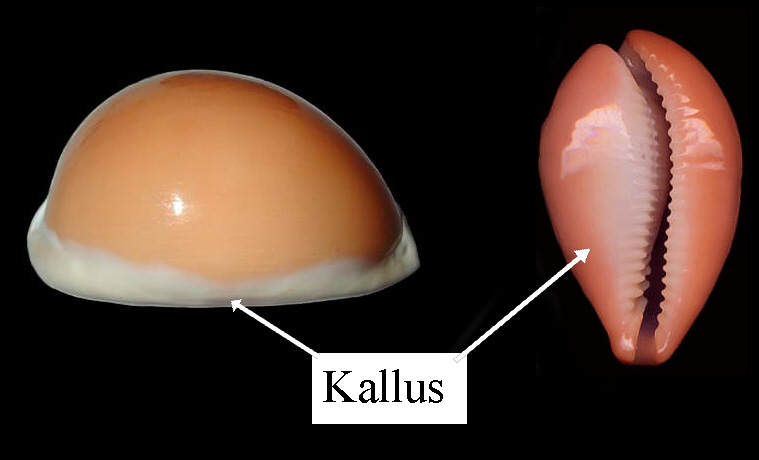
Kallus porcelanek Cypraea aurantium (z lewej) oraz Cypraea hungerfordi

Kallus – pogrubiona warstwa induktury (cienkiej, błyszczącej warstwy wydzielanej przez płaszcz ślimaka) na powierzchni parietalnej lub obejmująca wargę zewnętrzną i podstawę. Kallus jest zwykle biały lub inaczej ubarwiony.
Jest dodatkową warstwą wydzieliny płaszcza tworzącej szkliwo muszli ślimaka - najlepiej można go zaobserwować na muszlach porcelanek.